# WWVB
WWVB是由美國國家標準技術研究所（NIST, National Institute of Standards and Technology）所擁有的時碼發播台，位於美國科羅拉多州科林斯堡，其姊妹站是WWV。在北美地區，當地大部分電波時鐘都使用WWVB的時碼訊號，以設定正確的時間。WWVB 擁有一個 70千瓦的有效輻射功率發射機並利用 60 千赫的頻率發射對時訊號。而WWVB的對時訊號是利用原子鐘來作訊號來源，其不確定度小於 1/1012。WWVB每一比特每秒時間代碼，這是基於IRIG“H”的時間代碼格式，是由同一組的原子鐘產生，然後調製到使用載波脈衝寬度調變及幅移键控。而時間代碼的單一完整的幀是開始於每分鐘的開始，每一幀持續一分鐘，當中包含年份，小時，分鐘等信息。
雖然大部分授時台都是廣播該國的當地時間，但是美國跨越多個時區，所以WWVB廣播的時間訊號是協調世界時。而當地所售買的電波時鐘都可以設定為美國的四個時區及夏令時間而顯示出正確的本地時間。
在2011年，國家標準技術研究所估計超過5000萬部時鐘及手錶配備了接收WWVB的對時訊號的能力。

## 歷史
長波及甚低頻的廣播已經長期被分配用作廣播時間和頻率標準。早在1904年，美國海軍天文台（USNO）在波士頓廣播時間訊號，用作協助導航。這個實驗和其他相似的廣播凸顯出長波及甚低頻的信號可以以相對較小的發射功率來覆蓋大範圍的地方。到了1923年，國家標準局（國家標準技術研究所之前身）開始使用WWV來廣播標準載波信號，其頻率範圍是從75到2000千赫。
由於這些訊號被用於校準電波時鐘等無線電設備，而且有更多的時碼發播台投入運作，所以這些訊號顯得越來越重要。多年來，許多無線電導航系統的設計是使用長波和甚低頻波段來設定標準時間。而當中最有名的導航系統是Loran-C ，這使得船舶和飛機能通過接收來自多個發射機的100 kHz廣播的訊號來進行導航。
在1956年7月，現在的WWVB開始廣播，並取代電台KK2XEI。當時的發射器位於科羅拉多州波德，它的有效輻射功率僅有1.4 瓦特。儘管如此，哈佛大學在麻省才得以進行監測訊號的工作。這個傳輸實驗的目的是要表明，該無線電波的傳播路徑穩定，頻率的誤差很小。
1962年，標準或國家統計局開始在靠近科羅拉多州柯林斯堡站點興建新的設施。該設施成為WWVB和WWVL的發射站，而該設施20 千赫的發射器是從波德運送過來。
WWVB相當接近波德（約80公里，49.3英里），這使得它很容易為員工管理，但發射站要遠離大山，使它能更好地傳輸訊號。
1963年7月5日，WWVB於在60 千赫上廣播，而當時它的有效輻射功率有5千瓦。在隨後的一個月，WWVL也開始使用20千赫發射訊號，而有效輻射功率是500 瓦，使用頻率偏移調製，利用20千赫到26千赫，發送數據。WWVL 最終於1972年7月停止廣播，而WWVB則成為國家基礎設施的永久組成部分。
1965年7月1日，時間代碼被加入到WWVB，這代表了時鐘可以安裝接收器，並對WWVB的訊號進行解碼，再自動同步時間。時間代碼的格式自1965年變化不大；它發送十進制的時間代碼，使用四位二進制來發送每個數字的二進碼十進數 （BCD）。
WWVB 由啟用到現在有效輻射功率已經增加了幾倍。它的功率首先被調至7千瓦，之後則調至13千瓦。直到1998年，一個重大的升級令有效輻射功率提升到50千瓦，最終在2005年把功率提升到70千瓦。受惠於功率提升，令覆蓋範圍擴大，而且可以更容易使用微小的接收器，利用簡單的天線來接收信號。從而可以引進更多低成本的電波時鐘。

### 服務改進計劃
WWVB位於科羅拉多州的地理位置使得美國東海岸所接收到的訊號較弱，而且城市中的建築物也會阻隔信號。在2009年，國家標準技術研究所提出在東海岸新增第二部時間代碼發射器的可行性研究，以提升接收訊號的成功率，並令系統的穩定性提升，避免因天氣或其他原因使一個發射機故障而無法接收時間代碼。而第二部發射機將會使用相同的時間代碼，但是會使用不同的頻率。
若使用40千赫的話將會與日本JJY時碼發播台發生頻率衝突。隨著瑞士的長波時碼發播台HBG在75千赫上的廣播中止，該頻率可以被WWVB使用。
新增發射站的計劃安裝在阿拉巴馬州亨茨維爾的紅石兵工廠內，但是馬歇爾太空飛行中心反對有如此高功率的發射站安置於太空飛行中心的附近。該發射器的建造是2009年美國復甦與再投資法案的一部分，在法案通過前不可建造該發射站。
在2012年，國家標準技術研究所提出了兩個方案。其中一個方案是在原有的發射站上新增第二個發射頻率，雖然這並不會提升訊號強度，但是可以藉著減少干擾和多重路徑傳輸來提升接收訊號的成功率。
並沒有一種方案是利用新增第二個發射站來改善服務。相反的，國家標準技術研究所在2012年實施在WWVB加入相位調製。此方案並不需要額外的發射站和天線，而且相位調製的技術已經成功地用於德國DCF77和法國TDF的時碼發播台。具備解碼能力的相位調製接收器具有更大的流程增益 ，它允許接收器使用較低的訊噪比大於脈衝寬度調變/幅移键控 時間代碼。

## 天線
| WWVB 天線螺旋屋的坐標 (WGS84) | WWVB 天線螺旋屋的坐標 (WGS84)                         |
| ----------------------------- | ----------------------------------------------------- |
| 北                            | 40°40′50.6″N 105°03′01.7″W / 40.680722°N 105.050472°W |
| 南                            | 40°40′28.9″N 105°02′42.3″W / 40.674694°N 105.045083°W |

40°40′41″N 105°02′49″W / 40.67806°N 105.04694°W
WWVB的訊號經由兩組相同的相位陣列天線系統發射，兩組天線分隔857米（2810英尺），而其中一組天線以前是用於WWVL。每組天線由四個122米（400英尺），用作掛起「頂裝單極」塔（T型天線）。由幾個菱形電纜組成的“網絡”在水平面上（電容「頂帽」），以及一個在中間的引下線（天線饋線），該頂帽連接到在地面上的「螺旋屋」。在這種配置中，引下線\是天線的輻射組件。每個螺旋屋包含一個雙重固定可變電感器系統，該系統是通過反饋迴路自動匹配到發射機，以保持天線系統保持最大輻射效率。引下線和頂帽的設計組合取代了單一的，四分之一波長的天線。而在60千赫，單一的天線需要1250米（4100英尺）的高度。
這是20世紀90年代後期WWVB現代化計劃的一部分，利用已停止使用的WWVL天線進行了翻新，並納入現在的相位陣列天線系統。翻新後，可以同時使用兩個天線令到有效輻射功率增加至50千瓦（之後增加至現時的70千瓦）。WWVB也可以只使用一個天線下運作。當只使用一個天線下運作時，會以27千瓦的有效輻射功率進行廣播，使工程師可以在不影響廣播的情況下進行維護工作。

## 調製格式
WWVB每秒傳輸一個位元的訊號，每60秒完成傳輸一個完整的幀，當中每一個完整的幀包含年份，小時，分鐘等信息。WWVB使用兩組獨立的時間代碼：包括一組調幅時間代碼，從1962年起已經使用，多年來時間代碼都有微小變化，以及在2012年底加入的一組相位調製的時間代碼。

### 振幅調製
WWVB使用60千赫的頻率廣播，正常使用70千瓦的有效輻射功率廣播，在每個協調世界時秒開始降低功率到17分貝（1.4千瓦的有效輻射功率）。會令功率降低的三個時間代碼：
- 如果功率減少五分之一秒（0.2秒），數據位元值為零。
- 如果功率減少二分之一秒（0.5秒），數據位元值為一。
- 如果功率減少五分之四秒（0.8秒），這是用於一個完整的幀一個特殊的非數據標記。

每分鐘，七個幀參考標記會以規則的模式發送，令接收機能識別出每分鐘的開始和數據位元，因此數據位元會成為正確成幀。另外的53秒會發送數據位元，當中包括現在的時間，日期，以及其他相關信息。
在2005年7月12日之前，WWVB最大的有效輻射功率為50千瓦，功率降低為10分貝，從而產生5千瓦的信號。而改變更大的是調制度，它是一系列的實驗，目的是增加覆蓋範圍而不增加發射器的功率。

### 相位調製
一個獨立的時間代碼由WWVB的相位偏移調製載波發送。1位元通過第二編碼來轉換載波相位（180°相移）。0位元發送正常的載波相位。相移開始0.1秒對應的協調世界時秒後，同時發生轉變，而承載振幅度低。:2–4
採用相位偏移調製可以允許更複雜的（對於現代電子產品的標準來說是很簡單）接收器可以更清晰區分0和1位元，從而改善美國東海岸接收在WWVB訊號時電平較弱，而且射頻噪聲高，另外英國的MSF時碼發播台亦會干擾到WWVB的訊號。
沒有任何標記在幅度調製時間代碼。一個完整的幀由數據位元固定模式提供，在每分鐘的最後第一和第二個及下一個幀之前的13秒發送。由於幅度調製的標記只提供於全強度載波的0.2秒，所以其相位調製是比較難解碼。因此，避免在分鐘等的重要信息位元中使用相位調製時間代碼。

### 補助載波相位的跟踪接收機
跟踪載波相位添加在2012年年底，這個相位調製具有考慮運營商的振幅，但會削弱（罕見）接收器的接收能力，而現在流行的電波時鐘則不受影響。
要允許用戶調整相位跟踪接收機的時間，相位調製時碼最初被省略了，每天兩次30分鐘，開始在中午和午夜山地標準時間（07:00至19:00 UTC）。這提供了接收器一個足夠的機會，以鎖定在WWVB載波相位。而這功能最終於2013年3月21日停止使用。

### 頻道識別
在加入現時的相位調製時碼之前，WWVB通過為10分鐘過去的每小時45°推進其載波的相位以標識自己的身份，在五分鐘後恢復正常（-45°相移）。這一階段的步驟是相當於一個60 kHz載波週期的“剪貼”1/8，或相當於約2.08微秒。
WWVB的頻道識別方法是使用甚低頻和低頻頻段，這方法能防止其他干擾因素將電台呼號干擾的常用方法，常見於窄帶高功率發射機。
當2012年底加入相位調製時間代碼時，頻道識別被淘汰；而時間代碼的本身就用作頻道識別。:2

## 幅度調製時碼
每一分鐘，WWVB都會以二進碼十進數的格式來廣播現在的時間。。雖然WWVB的時間代碼格式是基於IRIG“H”，但是位元的編碼和發送位元的順序不同於任何現在或過去的IRIG的時間代碼格式。
- 幀參考標記位於每分鐘的第0，9，19，29，39，49和59秒。因此，連續的兩個標記點所述第二的開始表示該分鐘的開頭，並作為接通下一幀的時間標記的時間代碼。幀參考標記是重要的，它能確保接收器能正確解碼時間代碼。
- 閏秒指示會在每一幀內發送。在閏秒時，連續三個時間代碼將會傳輸：第一個在59秒，第二個在60秒，第三個在0秒。第三個時間代碼的傳輸是用作指示分鐘的開始。
- WWVB的時間代碼有11個未使用的位元，它會發送二進制的0。
- 時間代碼中剩餘的42位元用作傳輸二進制的時間代碼等信息。

時間標記，提供時間代碼識別的確切時間，是幀參考標記的前導（負向）的邊緣。因此，時間代碼在它表示的時間後立即的分鐘始終發送，小時和天的時鐘應在以協調世界時那一刻進行顯示時間的分鐘匹配（之前的任何時區或日光節約時的偏移被施加）。
在以下面的圖片中，青色（0 dBr）表示充分強度的載體，和暗藍色（-17 dBr）方塊表示的強度降低載體。最寬的深藍色方塊，最長的降低載體區間（0.8秒），強度為標記，發生在第0，9，19，29，39，49，和59秒。剩下的深藍色方塊，最窄代表減少0.2秒的持續時間的載體的實力，數值為0，因此深藍色方塊是數據位。那些中間的寬度（例如，在幾秒鐘內：02和：03）代表0.5秒的持續時間減少了的載體的強度，數值為1，因此它是數據位。
上面的例子中的時間編碼代表以下的含義：
- 2008年第66日（3月6日）
- 該幀開始於協調世界時07:00:00
- DUT1是−0.3秒(因此，UT1的時間是07：29：59.7)
- 日光節約時目前沒有生效，亦不是即將生效
- 沒有使[閏秒，但今年是閏年

下表顯示了更詳細的時間編碼，與“Ex”列是從上面的例子中的位元：
| 位元 | 重量 | 含義                   | Ex |     | 位元 | 重量                                                                                 | 含義 | Ex  |     | 位元 | 重量 | 含義 | Ex |
| :00  | FRM  | 幀參考標記             | M  | :20 | 0    | 未使用， 總是 0。                                                                    | 0    | :40 | 0.8 | DUT1 值 (0–0.9 s). DUT1 = DUT1−UTC. 例如：0.3                                                                                               | 0    |      |    |
| :01  | 40   | 分鐘 (00–59) 例如： 30 | 0  | :21 | 0    | 未使用， 總是 0。                                                                    | 0    | :41 | 0.4 | DUT1 值 (0–0.9 s). DUT1 = DUT1−UTC. 例如：0.3                                                                                               | 0    |      |    |
| :02  | 20   | 分鐘 (00–59) 例如： 30 | 1  | :22 | 200  | 順序日期 1=1日 1日 365=12月 31日 (閏年為 366日) 例如： 66 (3日 6日)                  | 0    | :42 | 0.2 | DUT1 值 (0–0.9 s). DUT1 = DUT1−UTC. 例如：0.3                                                                                               | 1    |      |    |
| :03  | 10   | 分鐘 (00–59) 例如： 30 | 1  | :23 | 100  | 順序日期 1=1日 1日 365=12月 31日 (閏年為 366日) 例如： 66 (3日 6日)                  | 0    | :43 | 0.1 | DUT1 值 (0–0.9 s). DUT1 = DUT1−UTC. 例如：0.3                                                                                               | 1    |      |    |
| :04  | 0    | 分鐘 (00–59) 例如： 30 | 0  | :24 | 0    | 順序日期 1=1日 1日 365=12月 31日 (閏年為 366日) 例如： 66 (3日 6日)                  | 0    | :44 | 0   | 未使用， 總是 0。 | 0    |      |    |
| :05  | 8    | 分鐘 (00–59) 例如： 30 | 0  | :25 | 80   | 順序日期 1=1日 1日 365=12月 31日 (閏年為 366日) 例如： 66 (3日 6日)                  | 0    | :45 | 80  | 年份 (00–99) 例子： 08 | 0    |      |    |
| :06  | 4    | 分鐘 (00–59) 例如： 30 | 0  | :26 | 40   | 順序日期 1=1日 1日 365=12月 31日 (閏年為 366日) 例如： 66 (3日 6日)                  | 1    | :46 | 40  | 年份 (00–99) 例子： 08 | 0    |      |    |
| :07  | 2    | 分鐘 (00–59) 例如： 30 | 0  | :27 | 20   | 順序日期 1=1日 1日 365=12月 31日 (閏年為 366日) 例如： 66 (3日 6日)                  | 1    | :47 | 20  | 年份 (00–99) 例子： 08 | 0    |      |    |
| :08  | 1    | 分鐘 (00–59) 例如： 30 | 0  | :28 | 10   | 順序日期 1=1日 1日 365=12月 31日 (閏年為 366日) 例如： 66 (3日 6日)                  | 0    | :48 | 10  | 年份 (00–99) 例子： 08 | 0    |      |    |
| :09  | P1   | 標記                   | M  | :29 | P3   | 順序日期 1=1日 1日 365=12月 31日 (閏年為 366日) 例如： 66 (3日 6日)                  | M    | :49 | P5  | 年份 (00–99) 例子： 08 | M    |      |    |
| :10  | 0    | 未使用， 總是 0。      | 0  | :30 | 8    | 順序日期 1=1日 1日 365=12月 31日 (閏年為 366日) 例如： 66 (3日 6日)                  | 0    | :50 | 8   | 年份 (00–99) 例子： 08 | 1    |      |    |
| :11  | 0    | 未使用， 總是 0。      | 0  | :31 | 4    | 順序日期 1=1日 1日 365=12月 31日 (閏年為 366日) 例如： 66 (3日 6日)                  | 1    | :51 | 4   | 年份 (00–99) 例子： 08 | 0    |      |    |
| :12  | 20   | 小時 (00–23) 例子： 07 | 0  | :32 | 2    | 順序日期 1=1日 1日 365=12月 31日 (閏年為 366日) 例如： 66 (3日 6日)                  | 1    | :52 | 2   | 年份 (00–99) 例子： 08 | 0    |      |    |
| :13  | 10   | 小時 (00–23) 例子： 07 | 0  | :33 | 1    | 順序日期 1=1日 1日 365=12月 31日 (閏年為 366日) 例如： 66 (3日 6日)                  | 0    | :53 | 1   | 年份 (00–99) 例子： 08 | 0    |      |    |
| :14  | 0    | 小時 (00–23) 例子： 07 | 0  | :34 | 0    | 未使用， 總是 0。                                                                    | 0    | :54 | 0   | 未使用， 總是 0。 | 0    |      |    |
| :15  | 8    | 小時 (00–23) 例子： 07 | 0  | :35 | 0    | 未使用， 總是 0。                                                                    | 0    | :55 | LYI | 閏年指示 | 1    |      |    |
| :16  | 4    | 小時 (00–23) 例子： 07 | 1  | :36 | +    | DUT1 標記。 如果是 +, 位元 36 及 38 會被設置。 如果是 −, 位元 37 會被設置。 例子： − | 0    | :56 | LSW | 將會在月底閏秒 | 0    |      |    |
| :17  | 2    | 小時 (00–23) 例子： 07 | 1  | :37 | −    | DUT1 標記。 如果是 +, 位元 36 及 38 會被設置。 如果是 −, 位元 37 會被設置。 例子： − | 1    | :57 | 2   | 日光節約時狀態值(二進制): 00 = 日光節約時沒有被使用。 10 = 日光節約時從今天開始使用。 11 = 日光節約時使用中。 01 = 日光節約時將在今日完結。 | 0    |      |    |
| :18  | 1    | 小時 (00–23) 例子： 07 | 1  | :38 | +    | DUT1 標記。 如果是 +, 位元 36 及 38 會被設置。 如果是 −, 位元 37 會被設置。 例子： − | 0    | :58 | 1   | 日光節約時狀態值(二進制): 00 = 日光節約時沒有被使用。 10 = 日光節約時從今天開始使用。 11 = 日光節約時使用中。 01 = 日光節約時將在今日完結。 | 0    |      |    |
| :19  | P2   | 標記                   | M  | :39 | P4   | 標記                                                                                 | M    | :59 | P0  | 標記 | M    |      |    |

### 位元發佈
在WWVB時間編碼的幾個位元用作即將到來事件的警告。
當第55位元設置時，表示當前的年份是閏年（2月29日）。這使接收器即使根據時間編碼不包括的世紀、公曆、閏年規則，仍然能翻譯出到月，日的資訊。
當閏秒定於月底時，第56位元會在月初時設置，在閏秒插入後立即重置。
日光節約時間的狀態位元使用美國夏令時間的規則。日光節約時間的狀態位元啟動期間每日在00:00 UTC更新。在每分鐘的第57秒是第一個美國夏令時間狀態值，此狀態值用作決定美國夏令時間生效或終止的變化。第二個美國夏令時間狀態值在每分鐘的第58秒，改變了24小時後（美國夏令時間更改後）。因此，如果美國夏令時間位元不同，美國夏令時間會在當地時間02:00在當日的UTC天發生變化。之後，下一個當地時間02:00之前，狀態值位元會是相同的。
在美國夏令時間狀態值每一次變化都會先在美國本土時間16:00（太平洋時區）和20:00（美國東部時間（UTC-5））之間發送，時間取決於當地的時區和美國夏令時間是否即將開始或結束。因此在美國東部時間的接收器，必須要正確接收美國夏令時間開始改變之前的七小時內的「DST正在改變」狀態值，以及在美國東部時間結束前6小時使用，用作更改本地時間以顯示正確的時間。而中部標準時、山區標準時及太平洋標準時的接收器會在一個，兩個，三個小時提前通知。
它是由接收時鐘，如果它注意到了兩位不同下一02:00當地時間應用更改。如果接收時鐘發生不接收00:00 UTC與02:00本地時間的變化的日之間的更新，它應當適用於後，下一個更新DST更改。

## 相位調製時碼

### 一分鐘的時間框架
| 位元 | Amp.      | Ex | 相位        | 含義                  | Ex |     | 位元      | Amp. | Ex       | 相位                          | 含義 | Ex  |           | 位元 | Amp.        | Ex                        | 相位 | 含義 | Ex |
| :00  | FRM       | M  | 同步[12]    | 固定 同步 模式        | 0  | :20 | —         | 0    | 時間[24] | 二進制 分鐘值 0 – 52, 595,999 | 0    | :40 | DUT1      | 0    | 時間[6]     |                           | 0    |      |    |
| :01  | 分鐘 十位 | 0  | 同步[11]    | 固定 同步 模式        | 0  | :21 | —         | 0    | 時間[23] | 二進制 分鐘值 0 – 52, 595,999 | 0    | :41 | DUT1      | 1    | 時間[5]     | 0                         |      |      |    |
| :02  | 分鐘 十位 | 1  | 同步[10]    | 固定 同步 模式        | 1  | :22 | Day 100s  | 0    | 時間[22] | 二進制 分鐘值 0 – 52, 595,999 | 1    | :42 | DUT1      | 0    | 時間[4]     | 1                         |      |      |    |
| :03  | 分鐘 十位 | 1  | 同步[9]     | 固定 同步 模式        | 1  | :23 | Day 100s  | 1    | 時間[21] | 二進制 分鐘值 0 – 52, 595,999 | 1    | :43 | DUT1      | 0    | 時間[3]     | 1                         |      |      |    |
| :04  | —         | 0  | 同步[8]     | 固定 同步 模式        | 1  | :24 | —         | 0    | 時間[20] | 二進制 分鐘值 0 – 52, 595,999 | 0    | :44 | —         | 0    | 時間[2]     | 0                         |      |      |    |
| :05  | 分鐘 個位 | 0  | 同步[7]     | 固定 同步 模式        | 0  | :25 | 日期 十位 | 1    | 時間[19] | 二進制 分鐘值 0 – 52, 595,999 | 0    | :45 | 年份 十位 | 0    | 時間[1]     | 1                         |      |      |    |
| :06  | 分鐘 個位 | 0  | 同步[6]     | 固定 同步 模式        | 1  | :26 | 日期 十位 | 0    | 時間[18] | 二進制 分鐘值 0 – 52, 595,999 | 1    | :46 | 年份 十位 | 0    | 時間[0]     | 0                         |      |      |    |
| :07  | 分鐘 個位 | 0  | 同步[5]     | 固定 同步 模式        | 1  | :27 | 日期 十位 | 0    | 時間[17] | 二進制 分鐘值 0 – 52, 595,999 | 0    | :47 | 年份 十位 | 0    | dst_ls[4]   | 夏令時間/ 閏秒 通知       | 0    |      |    |
| :08  | 分鐘 個位 | 0  | 同步[4]     | 固定 同步 模式        | 0  | :28 | 日期 十位 | 0    | 時間[16] | 二進制 分鐘值 0 – 52, 595,999 | 0    | :48 | 年份 十位 | 1    | dst_ls[3]   | 夏令時間/ 閏秒 通知       | 0    |      |    |
| :09  | M         | P1 | 同步[3]     | 固定 同步 模式        | 1  | :29 | M         | P3   | R        | 二進制 分鐘值 0 – 52, 595,999 | 0    | :49 | M         | P5   | 通知        | 夏令時間/ 閏秒 通知       | 1    |      |    |
| :10  | —         | 0  | 同步[2]     | 固定 同步 模式        | 0  | :30 | 日期 個位 | 0    | 時間[15] | 二進制 分鐘值 0 – 52, 595,999 | 0    | :50 | 年份 個位 | 0    | dst_ls[2]   | 夏令時間/ 閏秒 通知       | 0    |      |    |
| :11  | —         | 0  | 同步[1]     | 固定 同步 模式        | 0  | :31 | 日期 個位 | 1    | 時間[14] | 二進制 分鐘值 0 – 52, 595,999 | 1    | :51 | 年份 個位 | 0    | dst_ls[1]   | 夏令時間/ 閏秒 通知       | 1    |      |    |
| :12  | 小時 十位 | 0  | 同步[0]     | 固定 同步 模式        | 0  | :32 | 日期 個位 | 1    | 時間[13] | 二進制 分鐘值 0 – 52, 595,999 | 1    | :52 | 年份 個位 | 1    | dst_ls[0]   | 夏令時間/ 閏秒 通知       | 1    |      |    |
| :13  | 小時 十位 | 1  | 時間參數[4] | 時間 奇偶校驗位 (ECC) | 1  | :33 | 日期 個位 | 0    | 時間[12] | 二進制 分鐘值 0 – 52, 595,999 | 0    | :53 | 年份 個位 | 0    | dst_next[5] | 下一次日光節約時的 時間表 | 0    |      |    |
| :14  | —         | 0  | 時間參數[3] | 時間 奇偶校驗位 (ECC) | 0  | :34 | —         | 0    | 時間[11] | 二進制 分鐘值 0 – 52, 595,999 | 0    | :54 | —         | 0    | dst_next[4] | 下一次日光節約時的 時間表 | 1    |      |    |
| :15  | 小時 個位 | 0  | 時間參數[2] | 時間 奇偶校驗位 (ECC) | 0  | :35 | —         | 0    | 時間[10] | 二進制 分鐘值 0 – 52, 595,999 | 0    | :55 | LYI       | 1    | dst_next[3] | 下一次日光節約時的 時間表 | 1    |      |    |
| :16  | 小時 個位 | 1  | 時間參數[1] | 時間 奇偶校驗位 (ECC) | 1  | :36 | DUT1 標記 | 1    | 時間[9]  | 二進制 分鐘值 0 – 52, 595,999 | 1    | :56 | LSW       | 0    | dst_next[2] | 下一次日光節約時的 時間表 | 0    |      |    |
| :17  | 小時 個位 | 1  | 時間參數[0] | 時間 奇偶校驗位 (ECC) | 0  | :37 | DUT1 標記 | 0    | 時間[8]  | 二進制 分鐘值 0 – 52, 595,999 | 1    | :57 | DST       | 1    | dst_next[1] | 下一次日光節約時的 時間表 | 1    |      |    |
| :18  | 小時 個位 | 1  | 時間[25]    |                       | 0  | :38 | DUT1 標記 | 1    | 時間[7]  | 二進制 分鐘值 0 – 52, 595,999 | 0    | :58 | DST       | 1    | dst_next[0] | 下一次日光節約時的 時間表 | 1    |      |    |
| :19  | M         | P2 | 時間[0]     | (重複)                | 0  | :39 | M         | P4   | R        | 保留                          | 1    | :59 | M         | P0   | 同步[13]    |                           | 0    |      |    |

### 位元發佈
| 日光節約時注意 | 日光節約時注意 | 日光節約時注意 | 閏秒注意 | 閏秒注意 | 閏秒注意 |
| 含義           | dst_on[0]      | dst_on[1]      | 0        | +1       | −1       |
| -------------- | -------------- | -------------- | -------- | -------- | -------- |
| 沒有使用       | 0              | 0              | 01000    | 11001    | 00100    |
| 從今天開始使用 | 0              | 1              | 10110    | 11010    | 10000    |
| 使用中         | 1              | 1              | 00011    | 11111    | 01101    |
| 將在今日完結   | 1              | 0              | 10101    | 11100    | 01110    |